# Куткір (зупинний пункт)
Куткі́р — пасажирський залізничний зупинний пункт Львівської дирекції Львівської залізниці на електрифікованій лінії Тернопіль — Львів між станціями Красне (6 км) та Задвір'я (7 км). Розташований у однойменному селі Золочівського району Львівської області.

## Пасажирське сполучення
На платформі Куткір зупиняються приміські електропоїзди сполученням Львів — Здолбунів, Золочів / Тернопіль та Львів — Здолбунів / Рівне.